# Сиди-Бу-Саид
Сиди-Бу-Саид (араб. سيدي بو سعيد‎, фр. Sidi Bou Saïd) — город на севере Туниса, расположенный в 20 км к северо-востоку от столицы в одноимённом вилайете.

## История
Город был назван по имени исламского проповедника Абу Саида ибн Халаф ибн Яхъя ат-Тамими аль-Баджи (12 век), который в селении Джабаль аль-Менар основал крупный религиозный центр и был здесь похоронен.
В XVIII веке османские наместники Туниса и многие зажиточные тунисцы построили в городе летние резиденции.
В 1920-х годах барон Рудольф д'Эрланже добился решения сохранить город в сине-белой гамме и в дальнейшем вести постройки только в андалузском стиле.
В городе жили многие известные художники, в том числе Пауль Клее и Август Макке.
Мишель Фуко жил несколько лет, преподавая в университете Туниса.

## Туризм
Город является крупным туристическим центром. До него можно добраться на автобусе, на поезде TGM, идущем из Туниса в Эль-Марсу, или по морю.

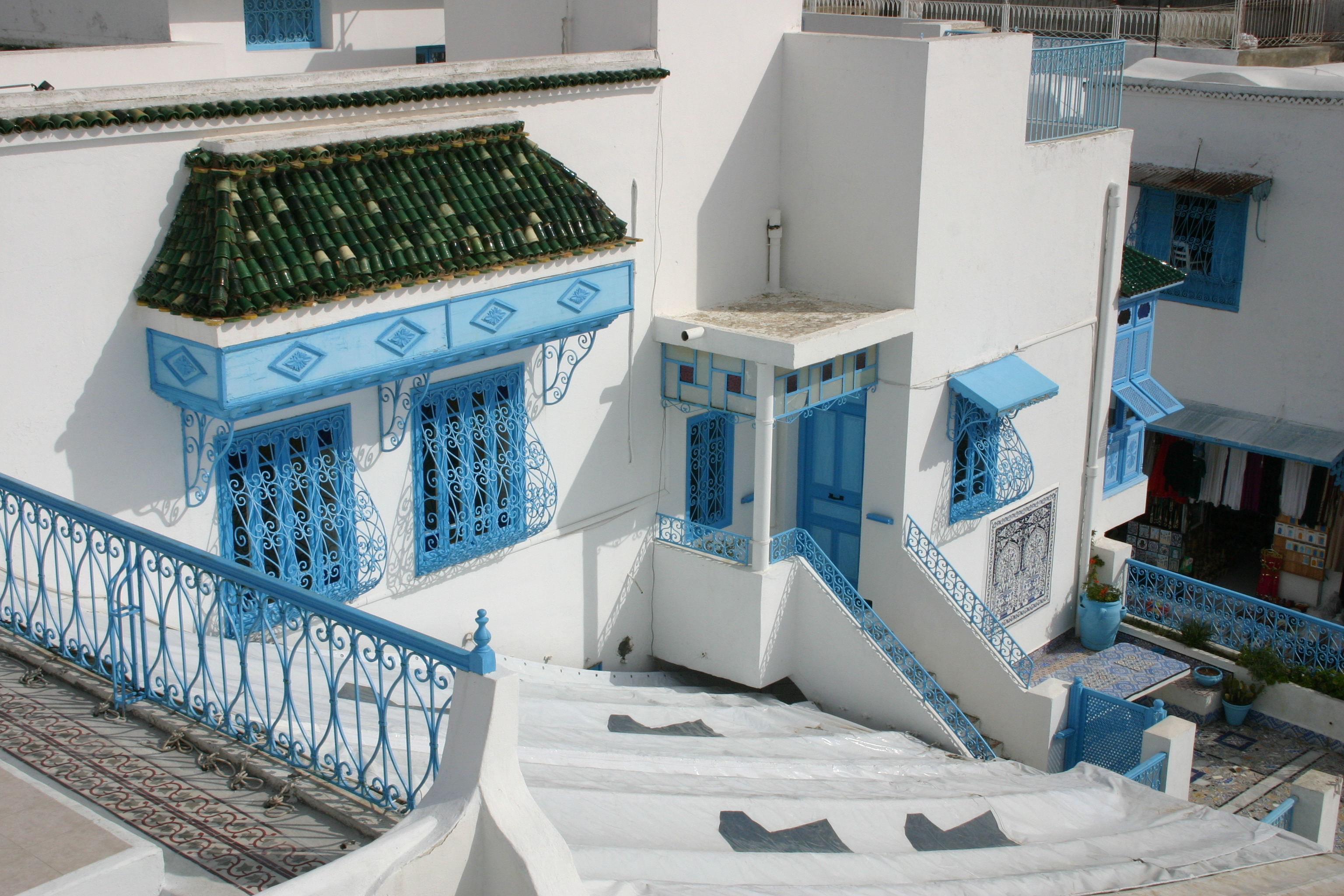
Общий вид
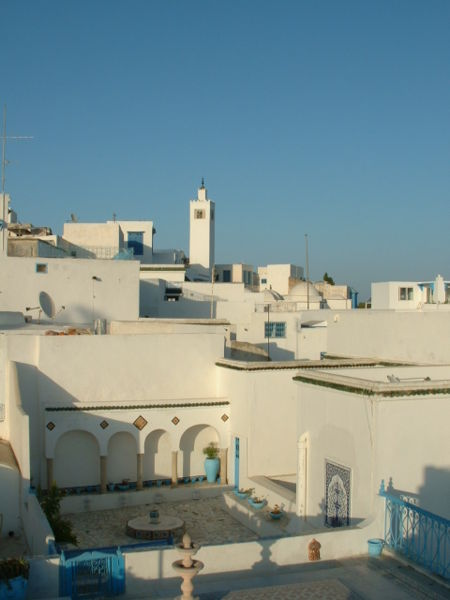
Террасы
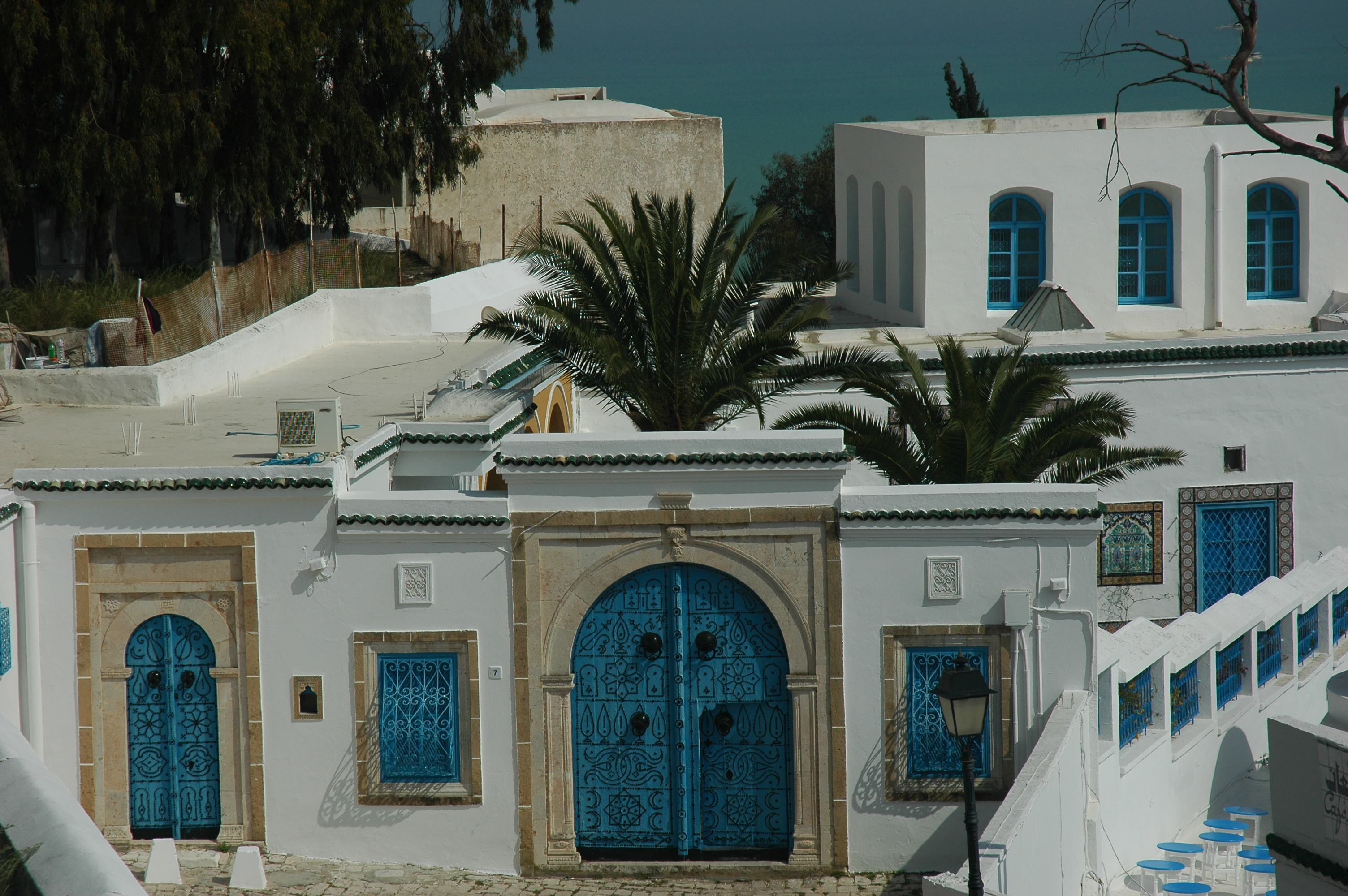
Типичный дом
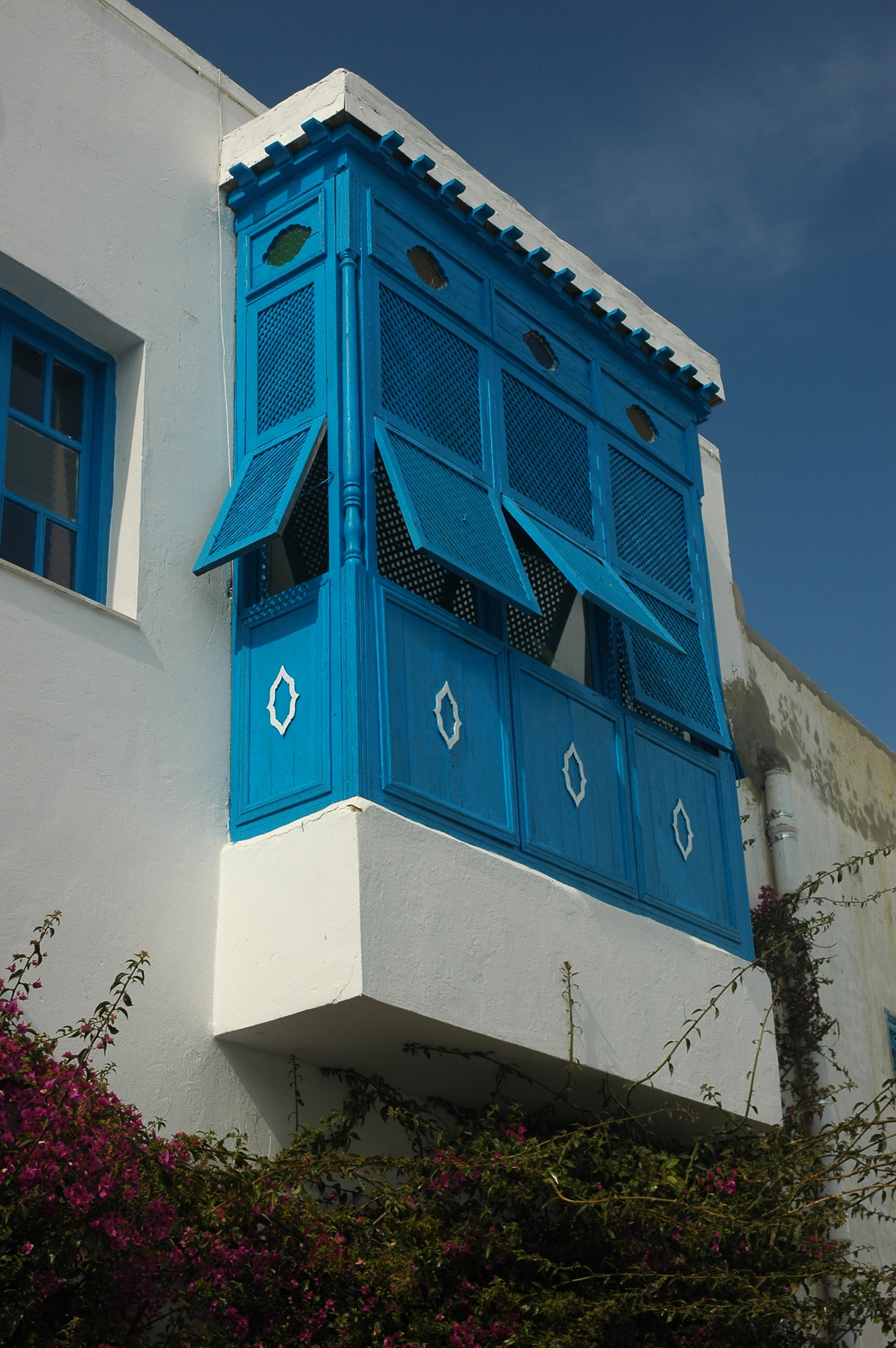
Традиционная архитектура
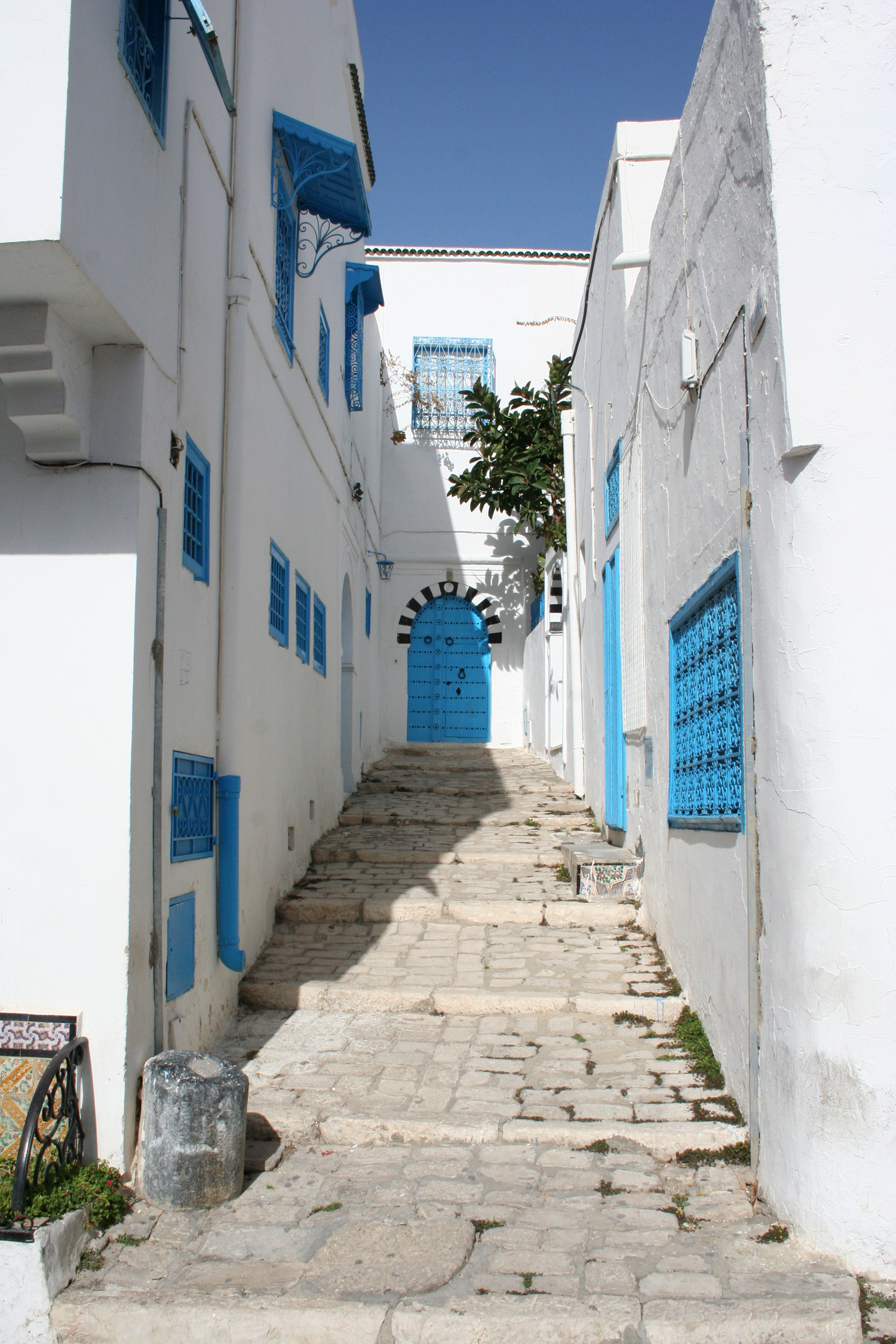
Небольшая улица
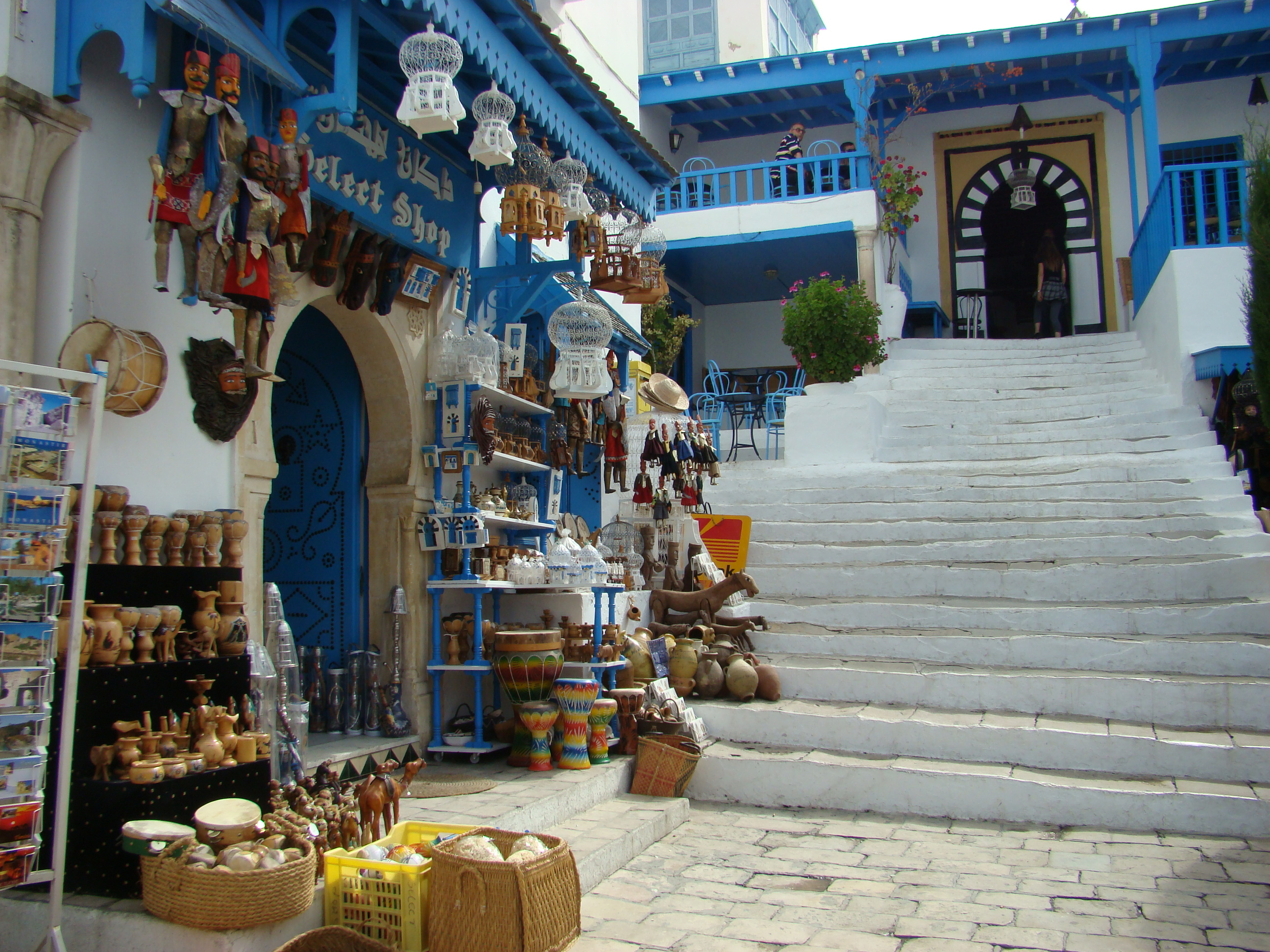
Главная улица
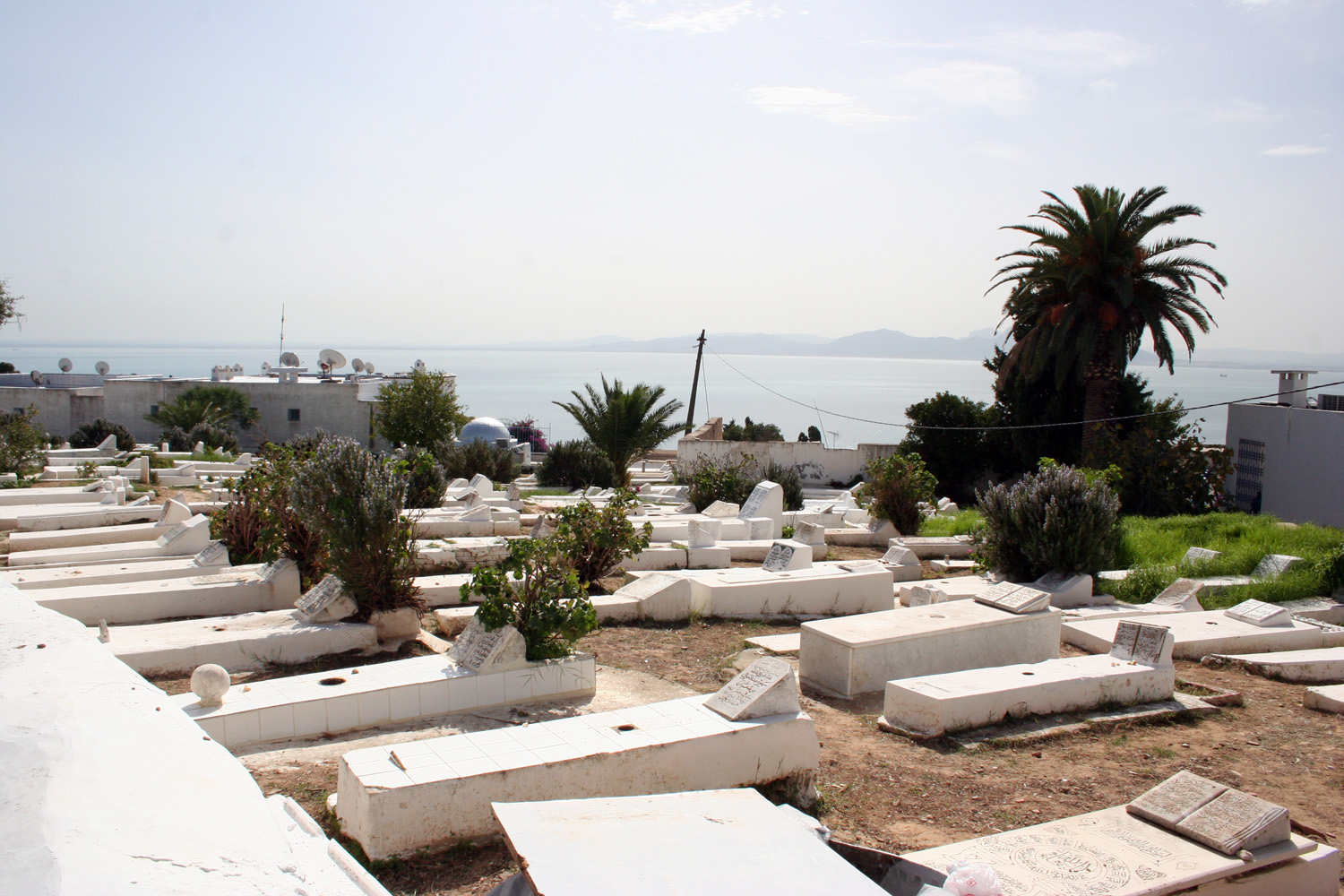
Кладбище
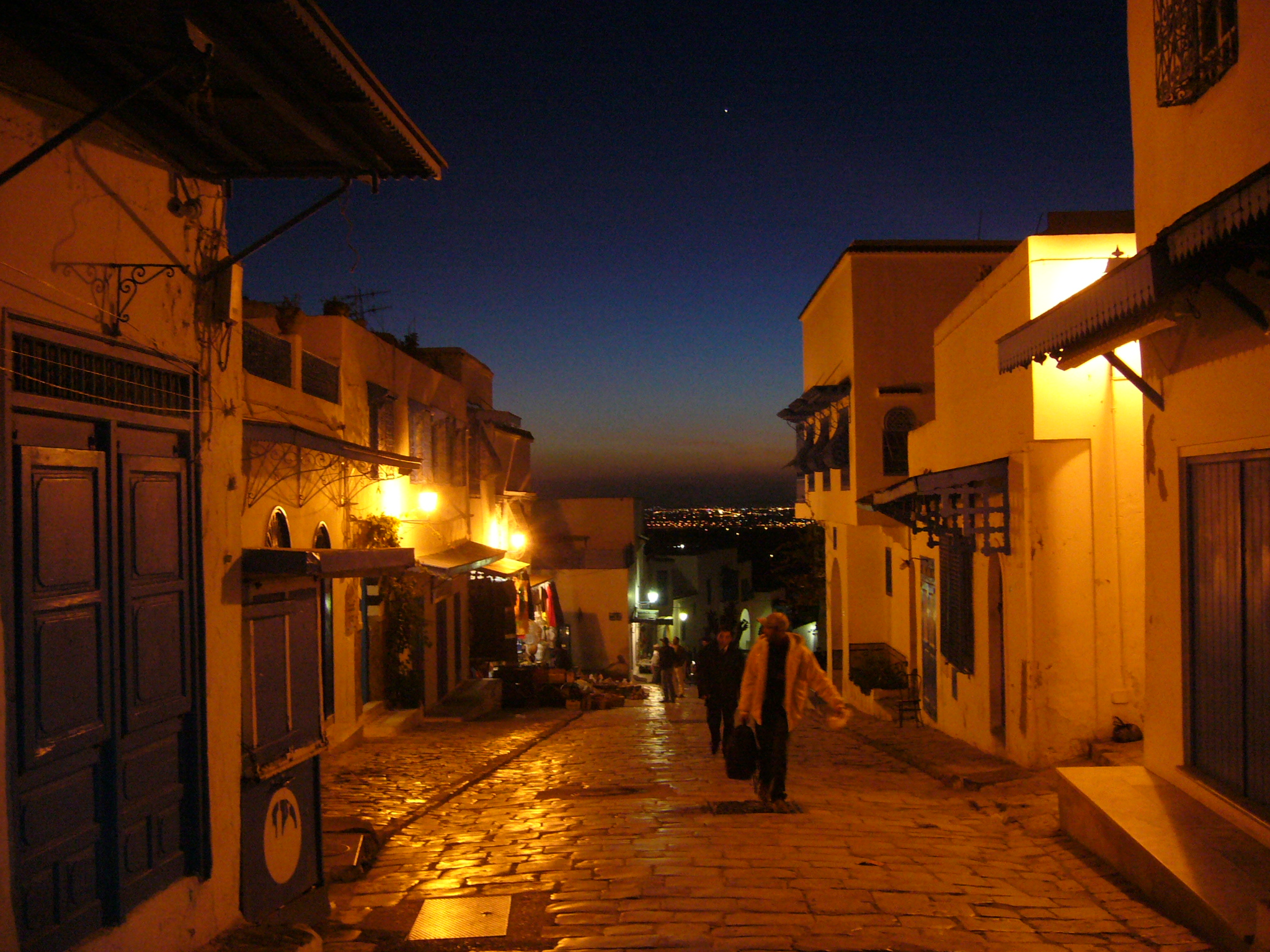
Ночной вид

## Достопримечательности
- Этнографический музей Dar El Annabi
- Мечеть
- Источник святого Саида

## Кино
Некоторые сцены фильма Неукротимая Анжелика, были сняты в Сиди-Бу-Саиде